# 克尔碱镇
克尔碱镇，旧称库加依镇，是中华人民共和国新疆维吾尔自治区吐鲁番市托克逊县下辖的一个镇。

## 行政区划
克尔碱镇下辖以下村级行政区划单位：
红河谷社区、克尔碱村、英阿瓦提村和通沟村。